# Entfremdete Arbeit
Die entfremdete Arbeit (auch entäußerte Arbeit) ist ein von Karl Marx geprägtes Konzept der Entfremdung. Für Marx ist die Arbeit die zentrale, alles begründende Kategorie, mit deren Analyse er Entfremdung in den unterschiedlichen Gesellschaftsformationen aufdecken und begreifbar machen möchte.

## „Ökonomisch-philosophische Manuskripte“
Das Konzept der entfremdeten Arbeit formulierte Marx in den zu Lebzeiten unveröffentlichten Ökonomisch-philosophischen Manuskripten von 1844, die das erste größere polit-ökonomische Werk von Marx darstellen und erst 1932 veröffentlicht wurden. Marx erkannte, dass der Arbeiter das wachsende Privateigentum des Kapitalisten produziert, der den Arbeiter damit ausbeutet. Das Privateigentum sei daher Produkt der entfremdeten Arbeit wie auch Mittel, durch das die Entäußerung der Arbeit reproduziert werde. Der Arbeiter produziere daher nicht nur eine wachsende Zahl ihm fremder Waren, mit ihnen reproduziere er auch zugleich das ihn ausbeutende Lohnarbeitsverhältnis selbst und die Warenförmigkeit seiner Arbeit. Mit der fortlaufenden „Verwertung der Sachenwelt“ nehme die „Entwertung der Menschenwelt in direktem Verhältnis zu“. Der Arbeiter werde umso ärmer, je mehr Reichtum er produziere. Die Entfremdung durch das Lohnarbeitsverhältnis zwischen Arbeiter und Kapitalist manifestiere sich in vier Formen:
1. Dem Arbeiter tritt sein Arbeitsprodukt als fremdes Wesen und unabhängige Macht gegenüber. Sein Arbeitsprodukt gehört nicht ihm, sondern einem Anderen.
2. Die eigene Tätigkeit ist eine fremde, dem Arbeiter nicht angehörige Tätigkeit. Die Arbeitstätigkeit befriedigt keine Bedürfnisse des Arbeiters, sie dient nur als Mittel, um Bedürfnisse außer ihr zu befriedigen, so dass die Arbeit als eine Pest geflohen wird, sofern kein materieller Zwang herrscht. Die Äußerlichkeit der Arbeit zeige sich darin, dass die Arbeitsverausgabung dem Arbeiter nicht eigen ist, sondern einem anderen gehört.
3. Sowohl der Gattungscharakter des Menschen, die freie und bewusste Tätigkeit, wie sein Gattungsleben, die Bearbeitung der Umwelt und der Gesellschaft, sind dem Arbeiter nicht möglich, sein Gattungswesen ist ihm entfremdet.
4. Eine unmittelbare Konsequenz aus der Entfremdung von Arbeitsprodukt, Tätigkeit und dem menschlichen Wesen ist die Entfremdung des Menschen von dem Menschen.

### Veränderungen in den „Thesen über Feuerbach“ und „Die deutsche Ideologie“
Marx war zur Zeit der Abfassung der ökonomisch-philosophischen Manuskripte in seiner Argumentation noch stark von den Begrifflichkeiten Ludwig Feuerbachs beeinflusst, was sich beispielsweise in den Überlegungen zur Entfremdung des Gattungswesens widerspiegelt. 1845 kritisierte Marx in den ebenfalls zu Lebzeiten unveröffentlichten, erst 1888 von Friedrich Engels herausgebrachten Thesen über Feuerbach den sinnenbezogenen „anthropologischen Materialismus“ und das Menschenbild Feuerbachs. Dieser sehe den Menschen und die Natur als fertige Gegenstände an und erkenne nicht, dass die Menschen ihre Umwelt und sich selbst bearbeiteten und veränderten. Das menschliche Wesen müsse daher als Ensemble der konkreten gesellschaftlichen Verhältnisse aufgefasst werden und nicht als ein außerhalb der wirklichen Lebensprozesse der Menschen sitzendes Abstraktum. Jene Phänomene der Wirklichkeit, die unter dem Konzept der Entfremdung gefasst wurden, so wird in der ebenfalls erst 1932 veröffentlichten Schrift Die deutsche Ideologie (1845/46) festgehalten, könnten nicht aus einer Idee oder einem abstrakten menschlichen Wesen begriffen werden. Die Entfremdung müsse aus den wirklichen gesellschaftlichen Widersprüchen gewonnen werden, die die Menschen in ihrem Lebensprozess eingehen müssten. Um jene Phänomene zu bekämpfen, die als Entfremdung gefasst wurden, könne nicht an eine Idee oder das abstrakte menschliche Wesen appelliert werden; es müssten jene gesellschaftlichen Verhältnisse verändert werden, die die Entfremdung produzierten.
In der Schrift Die deutsche Ideologie problematisiert Marx zudem noch den Begriff der Entfremdung dahingehend, dass dieser idealistisch vorgeprägt sei und daher oft falsch interpretiert werden könne. So spricht er dort auch nur von „Entfremdung“, „um den Philosophen verständlich zu bleiben“. Er meint hier mit Entfremdung vor allem, dass die hierarchische gesellschaftliche Teilung der Arbeit, die Festsetzung der sozialen Tätigkeit, kurz die Bildung von Klassen und die damit verbundene Verfügung über fremde Arbeitskraft die Individuen in ihrer freien Entwicklung einschränke. Das gesellschaftliche Zusammenwirken in der Produktion des Lebens erscheine den Individuen nicht als ihre eigene Macht; sie sei eine fremde, außer ihnen stehende, durch die gesellschaftlichen Beziehungen vermittelte Gewalt. Dieser Umstand könne nur dadurch aufgehoben werden, dass die Menschen einerseits ihre eigenen Kräfte als gesellschaftliche erkennten und organisierten, d. h., dass sie die gesellschaftlichen Widersprüche, die sich aus den konkreten gesellschaftlichen Beziehungen der Menschen ergäben, erkennten und aufhöben. Andererseits seien umfassend entwickelte Produktivkräfte eine Voraussetzung, um eine Aufhebung der hierarchischen Teilung der Arbeit zu ermöglichen. Somit könne der Mensch seine Umwelt bewusst tätig gestalten und verändern; sein gesellschaftliches Sein stehe ihm nicht mehr als fremde, ihn bestimmende Macht gegenüber, sondern als eine Ermöglichung zu umfassender individueller Entfaltung.

## „Das Kapital“
In Marx’ ökonomischem Hauptwerk Das Kapital bildet entfremdete Arbeit keine theoretische Kategorie. Marx nutzt den Begriff nur gelegentlich in unterschiedlichen Zusammenhängen. Ob er das Konzept der Entfremdung in seine Theorie der kapitalistischen Produktionsweise systematisch integriert hat oder ob er andere Konzepte dabei anwendete, ist umstritten.

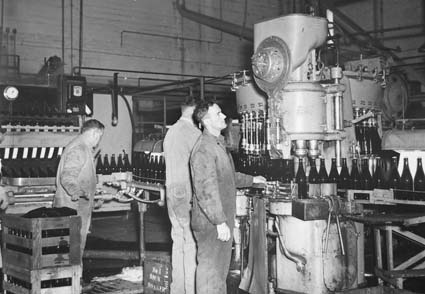
Bierproduktion 1945 in Australien

Beispielsweise merkt Marx an, dass die „verselbständigte und entfremdete Gestalt, welche die kapitalistische Produktionsweise überhaupt den Arbeitsbedingungen und dem Arbeitsprodukt gegenüber dem Arbeiter gibt“, sich mit „der Maschinerie zum vollständigen Gegensatz“ (MEW 23: 455) entwickele. Diese Überlegung formuliert er im Zusammenhang mit der Produktion des relativen Mehrwerts (Steigerung des Mehrwerts durch Produktivitätssteigerung) und der reellen Subsumtion der Arbeitskraft unter das Kapital. In der großen Industrie seien nicht die Werkzeuge Mittel der Arbeitenden, sondern die Arbeitenden nur Beiwerk zur Produktionsmaschinerie.
An anderer Stelle formuliert er ähnlich wie in der deutschen Ideologie Entfremdung als Macht, die aus den gesellschaftlichen Beziehungen erwächst und den Akteuren als fremde Macht gegenübertritt. So schreibt er, das Kapital zeige „sich immer mehr als gesellschaftliche Macht … – aber als entfremdete, verselbständigte gesellschaftliche Macht, die als Sache, und als Macht des Kapitalisten durch diese Sache, der Gesellschaft gegenübertritt.“ (MEW 25: 274)
In einer Zusammenfassung bestimmter Ausführungen im Kapital greift Marx einige Punkte entfremdeter Arbeit auf, wie er sie schon in den ökonomisch-philosophischen Manuskripten formulierte:
„Einerseits verwandelt der Produktionsprozeß fortwährend den stofflichen Reichtum in Kapital, in Verwertungs- und Genußmittel für den Kapitalisten. Andrerseits kommt der Arbeiter beständig aus dem Prozeß heraus, wie er in ihn eintrat – persönliche Quelle des Reichtums, aber entblößt von allen Mitteln, diesen Reichtum für sich zu verwirklichen. Da vor seinem Eintritt in den Prozeß seine eigne Arbeit ihm selbst entfremdet, dem Kapitalisten angeeignet und dem Kapital einverleibt ist, vergegenständlicht sie sich während des Prozesses beständig in fremdem Produkt. Da der Produktionsprozeß zugleich der Konsumtionsprozeß der Arbeitskraft durch den Kapitalisten ist, verwandelt sich das Produkt des Arbeiters nicht nur fortwährend in Ware, sondern in Kapital, Wert, der die wertschöpfende Kraft aussaugt, Lebensmittel, die Personen kaufen, Produktionsmittel, die den Produzenten anwenden. Der Arbeiter selbst produziert daher beständig den objektiven Reichtum als Kapital, ihm fremde, ihn beherrschende und ausbeutende Macht, und der Kapitalist produziert ebenso beständig die Arbeitskraft als subjektive, von ihren eignen Vergegenständlichungs- und Verwirklichungsmitteln getrennte, abstrakte, in der bloßen Leiblichkeit des Arbeiters existierende Reichtumsquelle, kurz den Arbeiter als Lohnarbeiter. Diese beständige Reproduktion oder Verewigung des Arbeiters ist das sine qua non der kapitalistischen Produktion.“ (MEW 23: 595f.)

## Rezeption
Entscheidende Werke der marxschen Entfremdungstheorie wurden erst in den 1930er-Jahren veröffentlicht, weshalb sich frühere marxistische Theoretiker mit diesen marxschen Überlegungen nicht in derselben Weise auseinandersetzen konnten wie spätere. Mit der Veröffentlichung setzte ein Boom an Rezeptionen ein, die oft versuchten, die marxsche Theorie im Kontext der veränderten Quellenlage neu zu interpretieren. Besonders die ökonomisch-philosophischen Manuskripte wurden dabei herangezogen, um sie der realsozialistischen Praxis gegenüberzustellen.
Die Rezeption lässt sich grob in zwei Richtungen unterteilen. Die eine sah im Frühwerk die philosophische Basis für die späteren ökonomischen Studien bzw. das philosophische Grundprogramm von Marx. Sein Werk drehe sich um die Bedingungen zur Aufhebung der Entfremdung der Menschen in der modernen Gesellschaft und damit um die Emanzipation des Menschen. Andere betonten dagegen den theoretischen Bruch zwischen dem Frühwerk und den späteren – marxistischen – Werken. Marx argumentiere in seinem Frühwerk noch in der Gedankenwelt Feuerbachs und Friedrich Hegels. Er greife beispielsweise immer wieder auf die feuerbachsche Fassung des Gattungswesens des Menschen (wie er sie in den Thesen über Feuerbach kritisiert) zurück und denke auch sonst in Kategorien Feuerbachs und Hegels. Die theoretische Revolution von Marx bestehe gerade in dem Bruch mit Hegel und Feuerbach. Der später von Marx praktisch aufgegebene Begriff der Entfremdung deute darauf hin, dass er dieses theoretische Konzept durch andere Konzepte ersetzte. Dieser zweiten Sichtweise nach können daher die in den ökonomisch-philosophischen Manuskripten formulierten Thesen nicht als philosophisches Programm von Marx verstanden werden.